# Cezary Nowodworski
Cezary Nowodworski ps. Głóg, Lemiesz (ur. 23 lutego?/7 marca 1916 w Tomsku, zm. prawdopodobnie po 22 września 1944 w Warszawie) – kapitan artylerii, syn polskiego zesłańca na Syberię, oficer Polskich Sił Zbrojnych, Armii Krajowej, uczestnik Powstania Warszawskiego, dowódca kompanii w batalionie „Czata 49”, cichociemny. Znajomość języków: rosyjski, ukraiński, angielski, niemiecki. Zwykły Znak Spadochronowy nr 3157.

## Życiorys
Uczył się w szkole powszechnej w Porzeczu nad Jasiołdą (Białoruś), następnie w Gimnazjum i Liceum im. J. Piłsudskiego w Pińsku, w 1937 zdał egzamin dojrzałości. Od września w Szkole Podchorążych Rezerwy Artylerii we Włodzimierzu Wołyńskim, od maja 1938 w pułku manewrowym w Komorowie – Leśnej. Od lipca 1938 dowódca plutonu 2 baterii II Dywizjonu Artylerii Konnej w Dubnie. Od października 1938 w Szkole Podchorążych Artylerii w Toruniu, od sierpnia 1938 na praktyce w 6 Pułku Artylerii Lekkiej w Krakowie.
W kampanii wrześniowej 1939 jako oficer mobilizacyjny V Ośrodka Zapasowego Artylerii w Krakowie, od 5 września dowódca oddziału sformowanego z pozostałości rezerw Ośrodka, z rozkazem doprowadzenia do zgrupowania kpt. Józefa Sozańskiego. Od 22 września w niewoli niemieckiej osadzony w Annopolu, następnie do 1 października w obozie jenieckim w Kielcach, potem do 18 października w Częstochowie. 20 października uciekł z transportu jeńców do Austrii.
W nocy z 10 na 11 grudnia przekroczył granicę ze Słowacją, 20 grudnia granicę z Węgrami, internowany. 29 grudnia aresztowany podczas przekraczania granicy Węgier i Jugosławii, następnie odesłany na Węgry. Przekroczył granicę ponownie w noc sylwestrową, do 4 stycznia 1940 w Zagrzebiu, następnie do 10 stycznia w Splicie.
16 stycznia dotarł do Marsylii (Francja), wstąpił do Polskich Sił Zbrojnych na Zachodzie pod dowództwem francuskim. Początkowo w obozie Camp de Carpiagne, od 20 stycznia w Paryżu, od 2 lutego w Ośrodku Wyszkolenia Oficerów Artylerii w La Roche-sur-Yon. Od 5 kwietnia instruktor w Centrum Szkolenia Artylerii w Camp de Coëtquidan. Od 1 czerwca przydzielony jako oficer 2 baterii 3 Pułku Artylerii Lekkiej 3 Dywizji Piechoty.
Po upadku Francji ewakuowany brytyjskim okrętem, 21 czerwca 1940 dotarł do Plymouth (Wielka Brytania). Wstąpił do Polskich Sił Zbrojnych na Zachodzie pod dowództwem brytyjskim, przydzielony jako młodszy oficer 1 baterii 1 Dywizjonu Artylerii Lekkiej, następnie jako pierwszy oficer ogniowy 1 Brygady Strzelców. Do 16 lipca w obozach polskich Coatbridge, Crawford, następnie Symington. Awansowany na stopień podporucznika ze starszeństwem od 1 września 1939. W 1941 uczestnik kursu oficerskiego w North Berwick, następnie półroczny staż w oddziałach brytyjskich, od 2 czerwca w Haddington. Awansowany na stopień porucznika ze starszeństwem od 1 lipca 1943..
Zgłosił się do służby w Kraju. Przeszkolony ze specjalnością w dywersji na kursach specjalnych dla kandydatów na cichociemnych, m.in. dywersyjno-strzeleckim (STS 25, Inverlochy), łączności lotnik–ziemia: Eureka-Rebeka i S-Phone (STS 40, Howbury), STS 23A, spadochronowym, i in. Zaprzysiężony na rotę ZWZ/AK 23 września 1943 w Chicheley, przydzielony do Oddziału VI (Specjalnego) Sztabu Naczelnego Wodza, przerzucony na stację wyczekiwania Głównej Bazy Przerzutowej w Latiano nieopodal Brindisi (Włochy).
Skoczył ze spadochronem do okupowanej Polski w nocy 4/5 maja 1944 w sezonie operacyjnym „Riposta”, w operacji lotniczej „Weller 17), z samolotu Halifax JP-177 „P” (1586 Eskadra PAF) na placówkę odbiorczą „Mewa-1” 222 (kryptonim polski, brytyjskie oznaczenie numerowe pinpoints), w okolicach miejscowości Dalechowice, 15 km od Skalbmierza. Razem z nim skoczyli: por. Tadeusz Stanisław Jaworski ps. Bławat, ppor. Zdzisław Luszowicz ps. Szakal, por. Antoni Nosek ps. Kajtuś, por. Mieczysław Szczepański ps. Dębina, por. Czesław Trojanowski ps. Litwos.
Po aklimatyzacji do realiów okupacyjnych, od ok. 10 czerwca w Warszawie. W powstaniu warszawskim od 3 sierpnia, początkowo jako dowódca plutonu kompanii dowodzonej przez cichociemnego kpt. Tomasza Wierzejskiego ps. Zgoda. batalionu „Czata 49". 8 sierpnia ranny podczas ciężkich walk na Woli w rejonie ul. Karolkowej, Żytniej i Okopowej. Od 11 sierpnia w rejonie ul. Okopowej i Dzikiej, 12 sierpnia uczestniczył w odbiciu Stawek. Potem na Muranowie oraz wraz z plutonem w obronie Starego Miasta, w rejonie szpitala św. Jana Bożego.
Od 26 sierpnia, po rannym kpt. Wierzejskim przejął dowodzenie kompanią „Zgody” w Batalionie „Czata 49". Ponownie ranny, w obie ręce, podczas walk na Starym Mieście. Przedarł się z kompanią do Śródmieścia, walczył m.in. na Czerniakowie w rejonie ul. Rozbrat, Łazienkowskiej, Czerniakowskiej i Zagórnej, a także przy ul. Ludnej. Prawdopodobnie poległ 22 września 1944 na Czerniakowie po przeprawieniu się na prawy brzeg Wisły, na Pragę. Według innej wersji, w relacji cichociemnego płk Kazimierza Iranka-Osmeckiego, został aresztowany oraz rozstrzelany przez NKWD. Według jeszcze innej relacji miał być więziony przez sowietów w Odessie.

## Awanse
- podporucznik – ze starszeństwem od 1 września 1939
- porucznik – ze starszeństwem od 1 lipca 1943[3]
- kapitan

## Ordery i odznaczenia

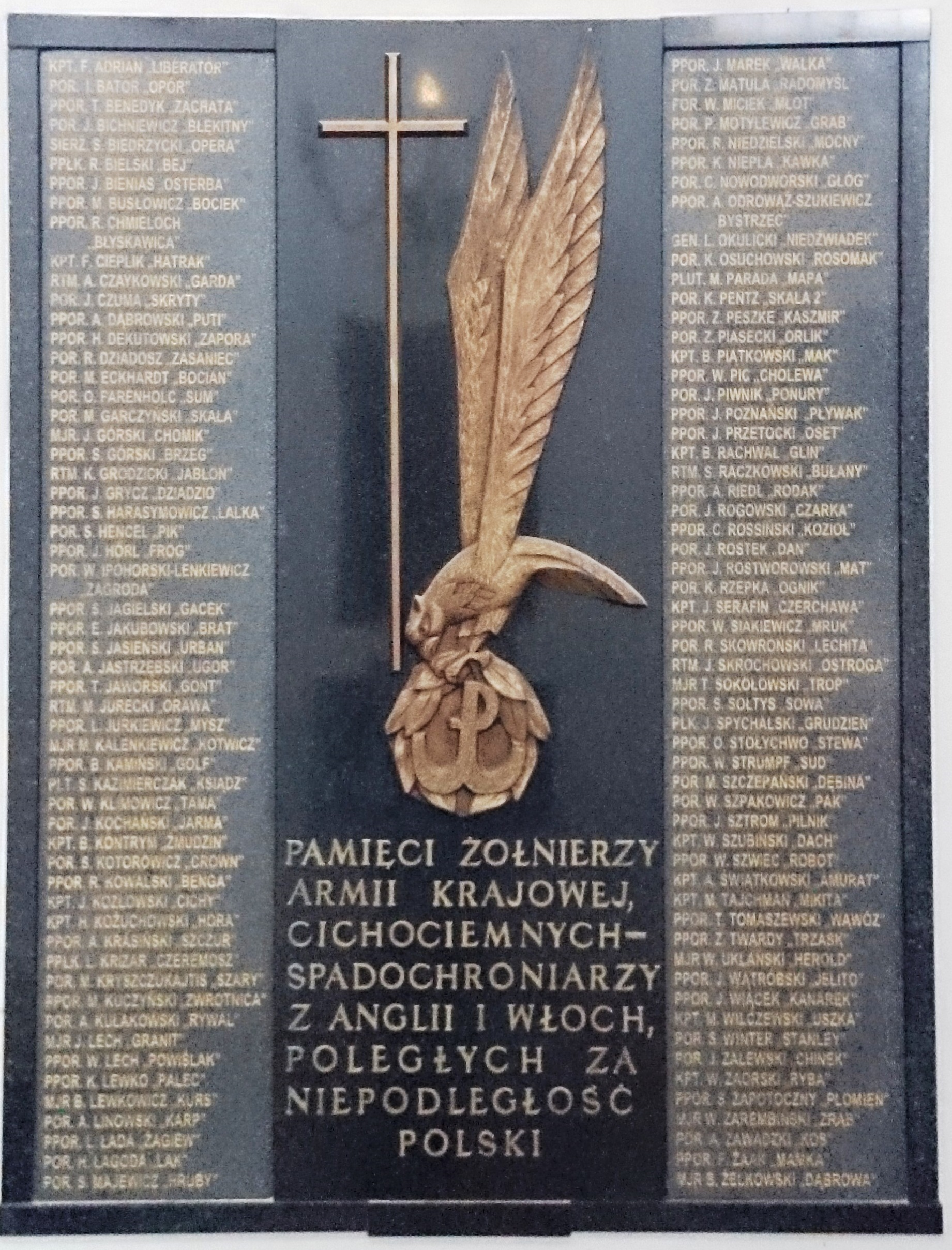
Tablica w kościele św. Jacka w Warszawie, upamiętniająca poległych cichociemnych, w tym Cezarego Nowodworskiego

- Order Virtuti Militari V klasy
- Krzyż Walecznych – czterokrotnie

## Życie rodzinne
Syn Wacława zesłańca syberyjskiego z Tomska, administratora majątku Porzecze oraz Praksedy Marcew. Rodziny nie założył. Miał siostrę Helenę (ur. 1914) łączniczkę polskiego oddziału partyzanckiego „Kościuszko”, działającego w rejonie Pińska. Przez wiele lat bezskutecznie poszukiwała brata.

## Upamiętnienie
W lewej nawie kościoła św. Jacka przy ul. Freta w Warszawie odsłonięto w 1980 roku tablicę Pamięci żołnierzy Armii Krajowej, cichociemnych – spadochroniarzy z Anglii i Włoch, poległych za niepodległość Polski. Wśród wymienionych 110 poległych cichociemnych jest Cezary Nowodworski.